# Robin Hood (anime)
Robin Hood no Daibōken (ロビンフッドの大冒険, lit. "As grandes aventuras de Robin Hood") é uma adaptação em anime do herói do folclore britânico Robin Hood em 52 episódios. Nesta versão, Robin Hood e seus aliados são retratados em sua pré-adolescência.
No Brasil a série foi exibida pela Rede Record e em Portugal pela TVI.

## Enredo
A casa de Robin é queimada pelo Lorde Alwine, o Barão de Nottingham. Robin e seus primos fogem para a floresta de Sherwood, esperando escapar do barão, e acabam encontrando um grupo de bandidos liderados pelo pequeno John. Juntos, Robin e os bandidos, precisam por um fim às covardias praticadas por Alwine, assim como impedir que o ganancioso bispo Herfort adote Marian Lancaster de olho em sua herança.

## Personagens

### Protagonistas
- Robert Huntington (Robin Hood[2])/(Robin dos Bosques[3]) – O herdeiro da nobre família de Huntington, a casa de Robin Hood é queimada por ordem do Lorde Alwine. Ele é forçado a fugir para floresta de Sherwood, onde junto com seu primo acabam encontrado a gangue de bandidos liderados por John.
- Marian Lancaster – A descendente da nobre família Lancaster que é adotada por um ganancioso bispo chamado Herfort. Ela usa um crucifixo dourado em seu pescoço como símbolo de sua família.
- Will – O primo de Robin, que sempre está ao seu lado quando acontece algum problema. Ele tem duas irmãs.
- Monge Tuck – Um velho monge que vive à beira da floresta de Sherwood, ele sempre ajuda Robin quando necessário.
- John – Um líder de um grupo de bandidos que foram forçados a se esconder na floresta de Sherwood para evitarem trabalho escravo. Apesar de primeiramente implicar com Robin, ele prova ser um aliado "invencível". Ele é apaixonado por Winifred.
- Much – Much é o braço direito de John.
- Winifred – Irmã de Will.
- Barbara (Jenny, na versão em inglês) - Barbara é a irmã mais nova de Will e Winifred.

### Antagonistas
A maioria dos antagonistas da série servem apenas como antagonistas "temporários" que acabam se tornando aliados dos protagonistas perto do fim da série. Contudo, todos eles começam se opondo a Robin durante boa parte da série. Somente próximo ao fim da série que alguns deles mudam de ideia.
- Lorde Alwine – O barão de Nottingham que cobra impostos abusivos de seus trabalhadores. Ele é a pessoa que ordena a destruição do castelo dos Huntington. Durante a série ele mostra um pouco de melhora, após constantes derrotas e uma experiência de quase morte, mas após uma oportunidade de dominar o reino ele torna a ser uma pessoa gananciosa e cruel. Mas novamente seus planos são frustrados por Robin e o rei Richard.
- Bispo Hereford – Um ganancioso bispo de Nottingham que adota Marian Lancaster pela herança de sua família. Assim como Alwine ele eventualmente se torna bondoso e continua assim até o final da série.
- Gilbert – Um perigoso cavaleiro leal ao Lorde Alwine. Ele possui uma cicatriz abaixo de seu olho direito, que é coberto por seu cabelo. Durante uma luta com Robin, ele é empurrado para um penhasco junto com Marian, ele então usa sua força para ajudar Robin a resgata-la e acaba caindo. Gilbert sobreviveu a queda e acaba se tornando um cavaleiro do rei Richard.
- Cleo – Irmã de Gilbert. Alwine diz a Cleo que a suposta morte de Gilbert foi causada por Robin, ela então parte em uma jornada de vingança. Mais tarde Cleo eventualmente descobre a verdade e não tenta mais matar Robin.
- Rei John – Alwine tenta usar Rei John como um caminho para dominar o reino. O próprio tenta se tornar rei e substituir o seu irmão, rei Richard.

## Música
A série possui duas músicas tema para a versão japonesa; uma versão de abertura e uma de encerramento. A abertura japonesa é chamada "Wood Walker" e o encerramento é chamado "Hoshizora no Labirinsu", ambas cantadas pelo vocalista japonês Satoko Shimonari.
Existem duas versões inglesas para a abertura. Uma é chamada "Robin of the Forest", enquanto a outra é uma versão instrumental de "Wood Walker". A versão francesa é chamada "Les Adventures de Robin des Bois", que é cantada por Alexis Thomsasian. Todas as aberturas são iguais, contudo, a animação final é diferente em cada versão internacional, por exemplo, a versão japonesa é completamente original, enquanto a versão alemã mostra cenas da série acompanhadas por uma versão instrumental da música de abertura.

## Lista de episódios
1. "Nasce o herói das florestas"
2. "A floresta de Sherwood é cheia de lembranças"
3. "A luta entre Robert e Gilbert"
4. "Vamos construir uma cabana na floresta"
5. "O homem de Ghisborne, o Vingador, está na área"
6. "Bandidos cavalheiros"
7. "Um cavaleiro e suas dúvidas..."
8. "Em disparada para Nottingham!"
9. "Será que os inimigos de ontem são os amigos de hoje!?"
10. "Uma adoção impossível"
11. "Saudades do passado, incertezas e esperanças no futuro."
12. "Um ótimo disfarce para uma infiltração ao castelo de Nottingham"
13. "Uma adoção reduzida à cinzas"
14. "O sol nasce em um novo dia"
15. "Um retorno inesperado"
16. "Vitória incerta, um duelo letal"
17. "Será o veneno a despedida final?"
18. "Guerra ao Mal: A batalha de Tuck"
19. "Uma chegada inesperada, bruxaria em Sherwood"
20. "Vingança por uma humilhação"
21. "Bem-vindo, rei da floresta"
22. "A cabana queimada"
23. "Tempestade em Nottingham"
24. "A garota de preto"
25. "Amor e ódio na floresta de Sherwood"
26. "Paz depois da tempestade"
27. "Um órfão na floresta"
28. "O navio voador"
29. "As cartas preveem um futuro romântico"
30. "Guerra cotra o barão ganancioso"
31. "A vingança dos bandidos"
32. "Um pai para Barbara"
33. "O retorno"
34. "A névoa da vingança"
35. "Os bons velhos tempos"
36. "O misterioso jogador"
37. "Sherwood pegando fogo"
38. "A tesouraria da floresta"
39. "A reconciliação"
40. "Um ser maléfico"
41. "O traidor da Inglaterra"
42. "O lago da verdade"
43. "A batalha decisiva"
44. "O homem azarado"
45. "Um fora da lei charmoso"
46. "Big, o imbatível"
47. "Olhar sincero"
48. "Uma tragédia para os bandidos"
49. "O príncipe da floresta"
50. "A decisão"
51. "O coroamento"
52. "O garoto imortal"

## Elenco

### Dublagem brasileira
- Narrador: Luiz Antônio Lobue
- Robin Hood: Vagner Fagundes
- Marian: Tânia Gaidarji
- Winifred: Márcia Regina
- Bárbara/Jane: Fátima Noya
- Gilbert: Silvio Giraldi
- Will: Alex Wendel
- O Pequeno John: Hermes Baroli
- Cléo: Eleonora Prado
- Bispo Hereford: Cesar Leitão
- Outras vozes: Marcelo Pascon
- Estúdio: Dublavídeo

### Dobragem portuguesa
- Tradução: Cristina Bettencourt
- Direcção: Adriano Luz
- Vozes: Adriano Luz, Carla de Sá, Isabel Ribas, Luísa Cruz, Rita Loureiro
- Som: Nacional Filmes

## Lançamentos Regionais
Robin Hood chegou ao Brasil em 1996 através da distribuidora Paris Filmes que lançou 2 VHS contendo 3 episódios cada, em 1998 a série foi exibida pela Rede Record, e depois o jornal O Globo lançou 3 VHS 2 com episódios cada sob o título de As Novas Aventuras de Robin Hood.  Em Portugal a série foi emitida pela TVI em 1997 com dobragem portuguesa sob o título de Robin dos Bosques, e depois lançado em DVD pela LNK audiovisuais S.A mas com outra dobragem.